# Soloi (Zypern)

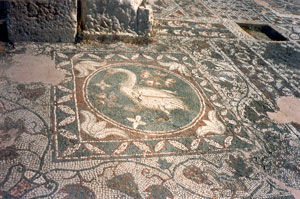
Mosaik aus dem 4. Jahrhundert, Basilika von Soloi

Soloi (altgriechisch Σόλοι; lateinisch Soli) war ein eisenzeitliches Stadtkönigtum und eine antike Polis an der Nordwestküste der Mittelmeerinsel Zypern, etwa einen Kilometer von der Ortschaft Karavostasi/Gemikonagi, im Gebiet des Unterbezirks von Lefgios/Lefke, Distrikt Güzelyurt, entfernt. Soloi lag an einem Fluss, dem heutigen Kambos, und besaß einen auch im Winter nutzbaren Hafen.

## Name
Der griechische Biograph Plutarch berichtet in seiner Solon-Vita, dass der berühmte Gesetzgeber Athens und Archon von 594/93 v. Chr. nach dem Ende seines Archontats für zehn Jahre zu Studienzwecken ins Ausland reiste und unter anderen Ländern auch die Insel Zypern besuchte. Er habe den König Philokypros von Aipeia überredet, seine zu kleine und ungünstig gelegene Stadt in die Ebene zu verlegen und dort eine schönere und größere Stadt anzulegen. Dabei unterstützte er den König beim Synoikismos mit Rat und Tat. Zum Dank habe Philokypros die frühere, jetzt neugegründete Residenzstadt Aipeia nach Solon „Soloi“ genannt. Plutarch beglaubigt seinen Bericht als historisch zuverlässig, indem er als Beweis ein spätes Gedicht Solons zu diesem „Synoikismos“ zitiert. Das Gedicht lautet:
νῦν δὲ σὺ μὲν Σολίοισι πολὺν χρόνον ἐνθάδ᾽ ἀνάσσων

    τήνδε πόλιν ναίοις καὶ γένος ὑμέτερον·

αὐτὰρ ἐμὲ ξὺν νηῒ θοῇ κλεινῆς ἀπὸ νήσου

    ἀσκηθῆ πέμποι Κύπρις ἰοστέφανος·

οἰκισμῷ δ᾽ ἐπὶ τῷδε χάριν καὶ κῦδος ὀπάζοι

    ἐσθλὸν καὶ νόστον πατρίδ᾽ ἐς ἡμετέρην.
– Solon, Fragment 19 (W)
Mögest du lange Zeit noch, Herrscher der Männer von Soloi,

    wohnen in dieser Stadt, du und dann euer Geschlecht;

mich aber möge geleiten im raschen Schiff von der stolzen

    Insel heil und gesund Kýpris, mit Veilchen bekränzt;

und sie verleihe frohes Gedeihen und machtvolle Würde

    eurem Volk, und mir selbst Rückkehr zum heimischen Strand.
– Hermann Fränkel
Der Vater der griechischen Geschichtsschreibung, Herodot von Halikarnassos (ca. 485–425 v. Chr.), ist der älteste Autor, der von dieser Reise Solons zu Philokypros berichtet und die Elegie kennt, die Solon dem gastfreundlichen König zum Abschied widmete. Zwar rühmte sich die Stadt, auf den Rat Solons von Athenern mitgegründet worden zu sein, sprach aber später durch Vermischung der wenigen athenischen Neubürger mit den Einheimischen ein so schlechtes Griechisch, dass der Begriff Soloikismos angeblich auf die Stadt zurückgeführt wurde.
In römischer Zeit galt Soloi zwar als athenische Gründung, als Gründer werden aber nicht Solon, sondern die attischen Heroen Phaleros, Sohn des Erechtheus, und der Theseussohn Akamas genannt. Möglicherweise bezieht sich diese Gründungssage auf Aipeia, das von Plutarch auf den Bruder des Akamas, Demophon, zurückgeführt wird, wobei er die Brüder vermischte.
Gegen diesen als Aitiologie eingestuften Erklärungsansatz wurde angeführt, dass die Stadt bereits im 7. Jahrhundert v. Chr. auf Neu-Assyrisch „Si-il-li/lu“ hieß. Von philologischer Seite wurde eine Herleitung aus dem Semitischen angenommen. Bereits Eduard Meyer sah es als wahrscheinlich an, dass im Namen Soloi das semitische Wort sela („Fels“) steckt. Dessen griechische Entsprechung sei der Name Aipeia gewesen, der sich von dem Adjektiv αἰπεῖα aipeía („hoch und steil“) herleitet. Der Name wäre demnach letztlich semitisch-phönikischen Ursprungs. Da eine hohe, steile Lage für die Topographie des kilikischen Soloi nicht gegeben ist, wurde diese Herleitung angezweifelt. Auch wurden die Zeugnisse des Asarhaddon-Prisma und seiner Kopien für Si-il-li/lu als Konjektur der Herausgeber verworfen und an der Überlieferung Plutarchs festgehalten, was sich nicht durchsetzen konnte. Vielmehr wird außer auf die neu-assyrischen Zeugnisse darauf verwiesen, dass Herodot zu einer Beteiligung Solons an einem „(Syn-)Oikismos“ der Stadt Soloi trotz Kenntnis der solonischen Elegie schweigt.

## Lage und Topographie

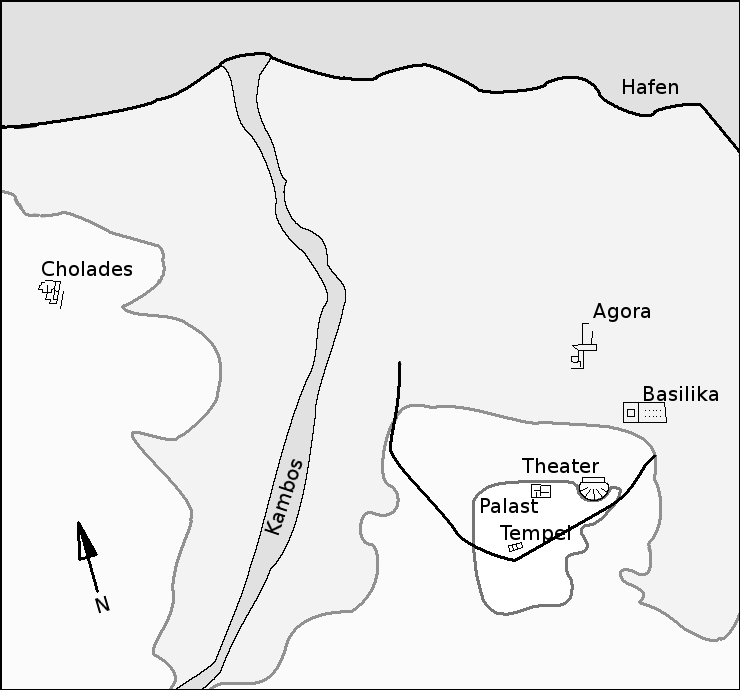
Topographie von Soloi

Soloi war eine Hafenstadt, die an einem natürlichen, in der Spätantike verlandeten Seehafen gegründet wurde. Sie diente der Verschiffung von Rohstoffen, die in den Bergbaugebieten des Landesinneren gewonnen wurden. Eines der antiken Hauptabbaugebiete war Skouriotissa, etwa 8 Kilometer südöstlich von Soloi. Die Stadt lag ganz am Westrand der Mesaoria, einer fruchtbaren Schwemmlandebene, die sich nach Osten über die Insel erstreckt. Unmittelbar westlich von Soloi riegeln die bis ans Meer reichenden Ausläufer des Troodos-Gebirges jede einfache Überlandverbindung nach Westen ab. Über zwei Flusstäler, das Tal des Kambos im Westen und das des Xeros im Osten, konnten von Soloi aus die Kupferabbaugebiete des Troodos leicht erreicht und erschlossen werden.
Die Stadt erstreckte sich über eine Fläche von rund 30 Hektar und dehnte sich etwa 1 Kilometer von der Küste nach Süden aus. Sie war in eine bis zu 10 Metern über dem Meer liegende Unterstadt und eine sich über Terrassen bis zu 70 Metern erhebende Oberstadt mit einer Akropolis im Süden geteilt. Rund 250 Meter außerhalb des Westtores von Soloi befindet sich auf einem Cholades genannten Flurstück ein Hügel, auf dem der bedeutende und vom 3. Jahrhundert v. Chr. bis in das 4. Jahrhundert n. Chr. betriebene Heiligtumkomplex der Stadt gefunden wurde.

## Geschichte

### Späte Bronzezeit und zypro-geometrische Epoche
Die Ausgrabungsbefunde lassen erkennen, dass die Anfänge von Soloi in die Zeit um 1100 v. Chr., den ungefähren Beginn der zypro-geometrischen Epoche, zurückreichen. Der älteste Fund aus Soloi lässt sich sogar noch der Phase Späthelladisch III B zuordnen und somit an den Beginn des 12. Jahrhunderts v. Chr. datieren, stammt allerdings aus einem jüngeren Grabzusammenhang. Gleiches gilt für die Funde sogenannter Proto-White-Painted-Keramik aus der Phase Spätzyprisch III B vom Beginn des 11. Jahrhunderts v. Chr.
Grund für die Besiedlung am Ende der Bronzezeit waren die lukrativen Kupfervorkommen im nahen Hinterland. Die Legende, die Soloi von dem athenischen Heros Akamas, den Sohn des sagenhaften Königs Theseus von Athen, gegründet sein lässt, spiegelt als historischen Kern deutlich Ansprüche mykenischer Ionier aus Athen auf die Erstgründung Aipeia wider. Die Ansiedlung lässt sich archäologisch in Gräbern dieser Epoche fassen, während Siedlungsspuren selbst bislang fehlen.

### Zypro-archaische Zeit

Ebene von Soloi aus Nordwesten mit Blick auf die Akropolis

Ein Stadtstaat mit einem König an der Spitze ist in der Eisenzeit 673/72 v. Chr. durch eine Inschrift des neuassyrischen Großkönigs Asarhaddon auf dem Asarhaddon-Prisma als „Si-il-li/lu“, eines der zehn Königreiche der Insel Iadnata, bezeugt. Asarhaddons Sohn und Nachfolger Assurbanipal (669-631 v. Chr.) führt in der Prisma-Inschrift C diese zehn Stadtkönige Cyperns mit Namen auf und zählt sie zu seinen abhängigen, tributpflichtigen Vasallen. Diesen Status müssen sie schon zur Zeit Asarhaddons gehabt haben. Unter ihnen sind laut Assurbanipal „Kīsu, König von Salamis“ und „Erēsu, König von Soli.“ Vermutlich im Jahr 708/07 v. Chr. hatte bereits der Begründer der neuassyrischen Sargonidendynastie und Großvater von Asarhaddon, Sargon II. (722-705 v. Chr.), in Kition beim heutigen Larnaka eine Inschriftenstele, die Kition-Stele, aufstellen lassen, die sich jetzt im Vorderasiatischen Museum von Berlin befindet. Auf ihr rühmt er sich, dass sich die sieben Königtümer des Landes Ia-(dnāna) (= Cyprus) ihm freiwillig unterworfen hätten und seine Klientelkönige geworden seien. Er bestätigt dieses Abhängigkeitsverhältnis von Iadnāna pauschal in der sogenannten Inschrift von Targa Var. Erwähnenswert ist außerdem der Eintrag in den assyrischen Annalen von 711 v. Chr., dass zwölf Könige von Ia', einem Landstrich auf Zypern (Iadnana), ihm Tribute gezahlt hätten. Doch in allen Quellen bleibt er die Namen der Städte und ihrer Könige schuldig.
Die wichtigste historische Entwicklung in der archaischen Epoche war, wie oben bereits ausgeführt, dem Besuch des athenischen Gesetzgebers und Weisen Solon bei dem damaligen König Philokypros um 585 v. Chr. zu verdanken. Dieser überredete den König, die alte Stadt, welche die griechischen Einwohner Aipeia, ihre semitisch-phönikischen Mitbürger aber Si-il-lu nannten, durch einen Synoikismos von den Bergen auf die fruchtbare Ebene zu verlegen und so als Polis neu zu gründen. Der König folgte seinem Rat und dankte Solon, indem er die Erinnerung an den Gründungsakt fortan mit dem Namen seines Gastes verband und Aipeia in Soloi umbenannte. Das hatte den Vorteil, dass der griechische Name sehr ähnlich dem semitischen der Altstadt klang und so die Kontinuität von Alt- und Neustadt sowie die Einheit von Alt- und Neubürgern unterstrich. Das historische Faktum der Neugründung ist durch die beste aller Quellen, nämlich das Gedicht des Namensgebers selbst in Vers 5 bezeugt. Man muss ihn allerdings korrekt übersetzen, was Fränkel nicht gelungen ist. Er hat die wesentliche Aussage eher verdunkelt, als sie klar zum Ausdruck zu bringen. Der Vers muss lauten:

„Für diesen Oikismos möge sie (die Göttin Aphrodite Kypris) Gnade und Gunst verleihen

und Ruhm verschaffen.“

Ho oikismos (ὁ οἰκισμός) ist ein Terminus Technicus, wird synonym mit he oikisis (ἡ οἴκισις) gebraucht und bedeutet „das Ansiedeln, die Gründung einer neuen Pflanzstadt.“ Plutarchs Bericht, der auf dem Gedicht Solons basiert, steht nicht im Widerspruch zu Herodot. Dieser war in seinem kleinen Exkurs zu seinem Hauptbericht über den Ionischen Aufstand (s. u.) vor allem an der Genealogie des Aristokypros interessiert. Im Zusammenhang mit dessen Vater und Vorgänger als König von Soloi schweift er kurz ab und kommt auf den Aufenthalt Solons bei Philokypros zu sprechen. Als Beleg zitiert er dessen Gedicht über die Neugründung der Stadt.
Man kann davon ausgehen, dass er den Inhalt des Gedichtes genau kannte und ihn auch bei seinem Leserpublikum voraussetzen konnte.
Der neue Stadtstaat Soloi unter der Herrschaft des Königs Philokypros war zur Zeit Solons eine selbstständige Residenzstadt mit Akropolis und Tempel, einem öffentlichen Raum als Agora und einer Nekropolis als urbanem Siedlungskern mit ländlichen Umland, das aus verschiedenen Dorfgemeinden bestand. Es wurde für bäuerliche Landwirtschaft und Viehzucht genutzt und sollte die Ernährung der Bürger gewährleisten. Der Hafen diente als Flottenstützpunkt, der Fischerei und einem regen Handelsverkehr. Stadt und Umland bildeten das „Staatsgebiet“ und das Gemeinwesen eines Bürgerverbandes. Für Solon speziell und seine griechischen Zeitgenossen allgemein bedeutete eine solche Polis in der Regel die charakteristische Form einer politischen Organisation, deren wesentliche Merkmale die politische Selbstverwaltung und -regierung durch ihre Bürger und ihr Streben nach innerer und äußerer Unabhängigkeit waren. Doch konnten auch von Tyrannen monarchisch regierte Gemeinwesen im griechischen Mutterland als Poleis bezeichnet werden, so dass Solon keine Schwierigkeit hatte, Soloi mit einem Stadtkönigtum an der Spitze als Polis (Solon frg. 19, Vers 2: pólis) neu gründen zu lassen und so die Kontinuität zu der alten Residenzstadt zu wahren. Deren Polischarakter folgte dem Vorbild der phönikischen Stadtstaaten an der Levante-Küste (Libanon), die alle als Stadtstaaten mit einem Priesterkönigtum organisiert waren. Vermutlich hatten bereits phönikische Seefahrer Si-il-lu als Hafenplatz und Handelsstützpunkt in der ihnen eigentümlichen Form eines monarchisch regierten Stadtstaates genutzt, bevor griechische Neusiedler vom Stamme der Ioner das Gebiet friedlich oder durch kriegerische Eroberung übernahmen.
Während des ionischen Aufstandes 497 v. Chr. überredete Onesilos, Sohn des Chersis und jüngerer Bruder des salaminischen Königs Gorgos, die Kyprier mit Ausnahme der Bewohner der Stadt Amathous, vom persischen Großkönig Dareios I. abzufallen. Sein Bruder widersetzte sich, musste aber seine Weigerung mit dem Verlust der Herrschaft über Salamis bezahlen, die Onesilos an sich riss. Sein wichtigster Verbündeter wurde der König von Soloi, Aristokypros, „der Sohn jenes Philokypros, den der Athener Solon nach seiner Ankunft auf Kypern am meisten von allen Tyrannen in einem Gedicht besang.“ Das persische Landheer unter dem Oberbefehl des Artybas besiegte die Kyprier bei Salamis. Unter den Gefallenen waren die beiden Könige von Salamis und Soloi, Onesilos und Aristokypros. Die Amathousier schnitten Onesilos den Kopf ab, weil er ihre Stadt belagert hatte, nahmen ihn mit nach Amathous und hängten ihn über dem Stadttor auf. Die Bewohner von Salamis lieferten ihre Stadt dem früheren König Gorgos aus, der bei den Persern nach seiner Vertreibung durch Onesilos Zuflucht gefunden hatte, und entgingen so einer Belagerung durch die siegreichen Perser. Von den übrigen belagerten Städten leistete Soloi am längsten Widerstand und konnte erst im 5. Monat erobert werden, nachdem die Perser die Mauern rund um die Stadt untergraben hatten.

### Zypro-klassische Zeit

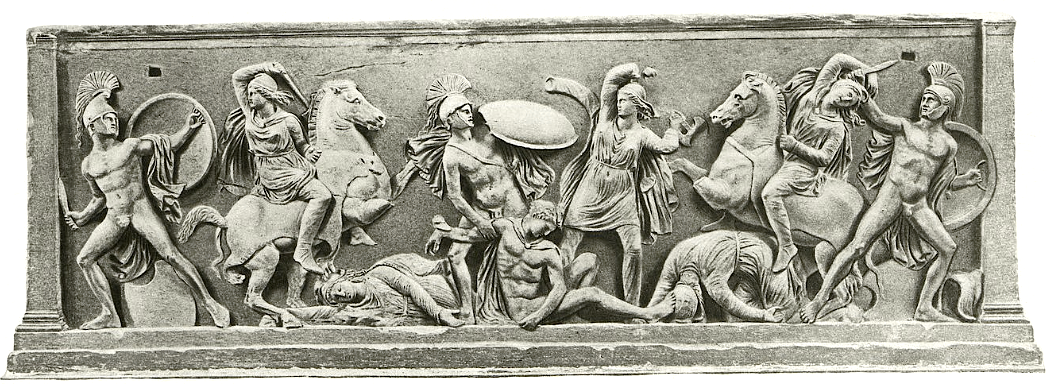
Amazonensarkophag aus Soloi, spätes 4. Jahrhundert v. Chr., Kunsthistorisches Museum, Wien

Zur Zeit der siegreichen Landschlacht Alexanders des Großen bei Issos 333 v. Chr. nahmen Soloi und die übrigen kyprischen Stadtkönige zusammen mit den phönikischen Stadtkönigen auf Seiten des persischen Admirals Autophradates am Seekrieg gegen den Makedonenkönig teil. Noch Ende des Jahres erklärten die kyprischen Könige ihre Unterwerfung, nachdem sie von der Niederlage des persischen Großkönigs Dareios III. bei Issos erfahren hatten. Sie bekamen es mit der Angst zu tun, da die ganze phönikische Küste in den Händen Alexanders war. Sie landeten mit insgesamt 120 Schiffen in Sidon und stellten sie Alexander für die Belagerung und Eroberung von Tyros (Januar bis August 332 v. Chr.) zur Verfügung. Alexander verzieh ihnen allen ihre frühere Haltung; denn offensichtlich hätten sie sich mehr unter Zwang als freiwillig der persischen Flotte eingereiht.
Nach dem Aufbruch aus Ägypten, wo sich Alexander im Winter 332 v. Chr. in Memphis zum ägyptischen Pharao hatte krönen lassen und Anfang 331 v. Chr. Alexandria gegründet hatte, machte er vor seinem Marsch durch die syrische Wüste nach Mesopotamien Zwischenstation in Tyros. Dort feierte er den Göttern zu Ehren Opferfeste, Prozessionen und Wettkämpfe musikalischer und tragischer Chöre. Sie glänzten nicht nur durch die Ausstattung, sondern auch durch den Wetteifer; denn die Könige von Zypern finanzierten die Ausstattung und legten dabei einen bemerkenswerten Eifer an den Tag. Besonders taten das Nikokreon, König von Salamis, und Stasikrates, der König von Soloi. Diese hatten durchs Los die Ausstattung mit den berühmtesten Theaterschauspielern zugewiesen erhalten: Pasikrates für Athenodoros, Nikokreon für Thessalos. Stasikrates von Soloi gewann gegen den heimlichen Favoriten Alexanders.
Einem Dynastengeschlecht von Soloi entstammte Nikokles. Er gehörte zu einer Gruppe von Kypriern, die 326 v. Chr. von Alexander am Hydaspes zu Trierarchen der Indusflotte ernannt wurden.
Vom Reichtum der aristokratischen Elite Solois dieser Zeit zeugt ein Sarkophag aus dem späten 4. Jahrhundert v. Chr. mit der Darstellung einer Amazonomachie. Das Stück wurde in Griechenland gearbeitet, nach Soloi geliefert und diente möglicherweise einem Angehörigen des Herrscherhauses als Grablege. Der an allen vier Seiten skulptierte Sarkophag steht stilistisch dem Alexandersarkophag nahe. Das für zyprische Kunst ungewöhnliche Thema steht in den Details – Abwesenheit des Herakles oder eines bestimmten Helden, Darstellung der Amazonen in „persischer Tracht“ – attischen Amazonomachien nahe: Ein Reflex der anhaltenden kulturellen Bindung Solois an Athen. Wem er diente, ist unbekannt. Als Besitzer wurden Stasikrates, sein Bruder Stasias oder der Sohn des Stasikrates, Eunostos, vorgeschlagen.

### Hellenistisch-römische Zeit
Den letzten König von Soloi, Eunostos, beließ Ptolemaios I. 321 v. Chr. im Besitz der Herrschaft und vermählte ihn mit seiner Tochter Eirene. In hellenistischer Zeit entstand in der Unterstadt ein Handwerker- und Händlerviertel, das mit dem Hafen in Verbindung stand. Um die Mitte des 3. Jahrhunderts v. Chr. wurde das extramurale Heiligtum von Cholades angelegt und sukzessive bis in römische Zeit ausgebaut und umgestaltet. Die Grabbeigaben dieser Zeit zeugen von einer Klasse reicher Bürger mit ausgefallenem Geschmack und einer Vorliebe für ägyptisierendes Kunsthandwerk.
Als Teil der Administration für die Minenfelder im Hinterland stand Soloi auch nach der Eroberung der Insel durch Rom im Jahr 58 v. Chr. unter strenger Kontrolle der neuen Herren. Gleichwohl hatte Soloi in römischer Zeit Stadtstatus, denn ein Meilenstein an Meile 4 vor Soloi wurde im Jahr 217/218 von der civitas Soliorum dem römischen Kaiser Macrinus und seinem Sohn Diadumenianus laut seiner bilinguen Inschrift gewidmet. In die erste Phase unter römischer Herrschaft fallen die Umgestaltungen des Heiligtums bei Cholades und Strabon erwähnt nun Tempel für Aphrodite und Isis. Unter Nero wurde für Soloi eine Wasserleitung angelegt. Aus der Kaiserzeit ist inschriftlich das Amt der Dekaprotoi, der „Zehn Ersten“ der Stadt, belegt, die für die Eintreibung der Steuern zuständig waren und hierfür mit ihrem eigenen Vermögen hafteten. Dieselbe Inschrift nennt lokale Censoren, die die Ratslisten zu pflegen hatten, sowie weitere Ämter, etwa der Archivverwaltung. Die Datierung der Inschrift schwankt zwischen der 2. Hälfte des 1. und dem Anfang des 3. Jahrhunderts. In der zweiten Hälfte des 2. Jahrhunderts begann in Soloi eine Zeit großer Prosperität, die sich in einer umfassenden Neugestaltung des Stadtbildes niederschlug.
Aus byzantinischer Zeit ist wenig bekannt. Soloi wird wie große Teile der Insel von den Erdbeben und Dürren des 4. Jahrhunderts betroffen gewesen sein. Die Minen galten als erschöpft und wurden geschlossen. Der Stadiasmus maris magni, ein für Seeleute angefertigter Periplus zu den wichtigen Häfen des Mittelmeeres, nennt bereits Ende des 3. Jahrhunderts die Stadt alimenos, das heißt hafenlos. Die Versandung des Hafens gegen Ende des 3. Jahrhunderts führte zu keinem merklichen Bevölkerungsschwund. Im 4. Jahrhundert wurde eine große Basilika errichtet, die durch einen noch größeren Bau im 6. Jahrhundert ersetzt wurde. Von der Eroberung Zyperns durch die Araber war in den Jahren 649 und 654 auch Soloi betroffen. Die Basilika wurde zerstört und im Anschluss nur in bescheidenen Dimensionen erneuert. In den folgenden Jahrhunderten wurde Soloi mehr und mehr aufgegeben.

### Nachantike und Wiederentdeckung
Étienne de Lusignan beschrieb die Reste der Stadt 1572 als Casal Solia, das heißt als landwirtschaftliches Anwesen, das Stadtgebiet als landwirtschaftlich genutzt. Immer wieder wurde der Ort von Reisenden besucht. Bereits im Jahr 1557 wurde im Beisein von Leonardo Donà, Sohn des venezianischen Gouverneurs (Luogotenete) von Zypern Giovanni Battista Donà, in Soloi der sogenannte Fuggersche Amazonensarkophag gefunden. Von den Fundumständen des noch im gleichen Jahr nach Venedig verschifften Sarkophags gab Leonardo Donà einen Augenzeugenbericht. Der im späten 4. Jahrhundert v. Chr. in Griechenland gearbeitete und nach Soloi exportierte Sarkophag gelangte 1567 in den Besitz der Fugger, wurde in der ersten Hälfte des 17. Jahrhunderts vom Hause Habsburg erworben und befindet sich seit 1805 im Antikenkabinett des Kunsthistorischen Museums in Wien. Ab dem 18. Jahrhundert trat der Ort in das Blickfeld der aufkommenden archäologisch-antiquarischen Interessen, die ab der Mitte des 19. Jahrhunderts in wissenschaftliche Auseinandersetzungen mit Geschichte, Kunst sowie Kultur Zyperns mündeten und auch die Beschäftigung mit Soloi erfassten. Die Einwohner des nahegelegenen Ortes Karavostasi nutzten die Ruinen der Stadt bis zum Beginn der Ausgrabungen des 20. Jahrhunderts als Steinbruch.

## Aphrodite „Kypris“: Götterkönigin und Schutzgottheit der Königsdynastie von Soloi
Solon bittet in dem oben zitierten Gedicht, das er dem König Philokypros beim Abschied widmete, „Kypris“ (Vers 4) um Segen und Ruhm für die Neugründung von Soloi (5 f.) und ferner, dass der König und sein Geschlecht eine lange Herrschaft in dieser „Polis“ ausüben mögen (1-2). „Kypris“ ist der Beiname der Aphrodite als Hauptgöttin der Insel Kypros (Zypern) und in dieser Elegie speziell der Götterkönigin und Schutzgottheit des Herrschergeschlechts von Soloi. Sie muss in ihrem Tempel hoch oben auf der befestigten Akropolis der Stadt gethront haben. Er dürfte mit dem Palast des Königs räumlich zu einer Art Doppelgebäude verbunden gewesen sein. Diese Kombination war Solon aus seiner Heimatstadt Athen bestens vertraut; denn der Tempel der Göttin Athena Polias war zu seiner Zeit mit dem des Erechtheus, dem sogenannten Erechtheion, identisch: Der Ostteil des Erechtheion enthielt die Cella für Athena Polias, der Westteil die für Erechtheus und Poseidon. Erechtheus verkörperte den Prototyp des göttlich verehrten Königs der mykenischen bronzezeitlichen Palastzivilisation (2. Hälfte des 2. Jahrtausends v. Chr.). Die Göttin Athena war damals Palastgöttin, mit welcher der Herrscher in einer Wohngemeinschaft verbunden war.
In die Kontinuität dieses bronzezeitlichen Stadtstaatkönigtums ordnet Solon die Herrschaft des Philokypros und seiner Dynastie ein, indem er bewusst das häufig von Homer gebrauchte Verb anássein (ἀνάσσειν) in Vers 1 für „Gebieter sein, herrschen“ verwendet. Es ist von dem Substantiv anax (ἄναξ „Herrscher“) abgeleitet, das wiederum auf den Begriff wa-na-ka der mykenischen Linear-B-Tafeln zurückgeht. Er bezeichnet den irdischen „Herrscher“ im mykenischen Staatswesen, zugleich aber auch den Götterkönig. Das Weiterleben dieses mykenischen Begriffs auf Zypern belegen für das 4. Jahrhundert v. Chr. auch Isokrates und Aristoteles. Isokrates erklärt, dass die Söhne und Töchter des Basileus kraft ihres Geburtsrechts anaktes bzw. anassai seien. Aristoteles schreibt in der nur fragmentarisch erhaltenen Schrift „Staat der Kyprier“ (Πολιτεία τῶν Κυπρίων), dass man die Söhne und Brüder der kyprischen Könige anaktes (ἄνακτες, Plural zu ἄναξ) nenne, während Schwestern und Ehefrauen den Titel anassai (ἄνασσαι) trügen. Der Titel eines wa-na-ka (ϝάναξ) ist konkret für Soloi epigraphisch in kyprischer Schrift überliefert und wird mit „Prinz“ übersetzt. Diese anaktes waren auf Zypern Teil der Machtsicherung und nahmen etwa als Statthalter Aufgaben in der Verwaltung war. Demgegenüber trugen alle kyprischen Könige selbst den ebenfalls aus dem Mykenischen kommenden und ebenfalls für Soloi belegten Titel pa-si-le-u-se, die kyprische Form von basileus (βασιλεύς „König“). Der göttliche Gebrauch von Wanax/Wanassa scheint für die höchste Gottheit Zyperns, Aphrodite Kypris, reserviert zu sein und tritt allein in Paphos auf. Nur in den Grab- und Weiheinschriften der Priesterkönige des 4. Jahrhunderts v. Chr. von Paphos ist Basileus, Priester der wanassa, zu lesen.
Wenn wanax wie im Gedicht Solons auf den menschlichen König zu beziehen ist, haben wir ausschließlich eine zypriotische Entwicklung vor uns. Der Titel bezeichnet den „König“ in seinem Amt als Priesterkönig und Gemahl der „Wanassa“ Aphrodite Kypris. Zugleich bringt er den göttlichen Ursprung der Königsdynastie als einer sakralen Erbmonarchie zum Ausdruck.
Philokypros ist mit „Liebling, geliebter Gemahl der Kypris“, d. h. der Aphrodite in ihrer Eigenschaft als Himmelsherrin und Götterkönigin (Urania), zu übersetzen. Das Epitheton hat eine lange Tradition und kommt aus dem Alten Orient. So nannte sich Narām-Sȋn von Akkad (2254–2218 v. Chr.)„Gemahl der Ischtar Annunitum.“ In dieser Rolle setzte er seinem Namen das Gottesdeterminativ voran, ließ sich auf seiner berühmten Siegesstele mit der Hörnerkrone, dem Symbol der Göttlichkeit, darstellen und war der erste Herrscher Mesopotamiens, der sich als „Gott von Akkad“ anbeten ließ. Der ältere sumerische Name für Ischtar lautete Inanna. Die Könige der Dynastie von Ur III (2064–1955 v. Chr.) und der altbabylonischen Dynastie von Isin (1969–1732 v. Chr.) nannten sich nach dem Vorbild der Stadtstaatkönige von Uruk „geliebter Gemahl der Inanna (Dam-ki-aga-d Inanna-ka-ke)“ und verbanden damit die Rolle des legendären Urkönigs von Uruk, Dumuzi/semitisch Tammuz.
Das bedeutendste Jahresfest in Mesopotamien wie in den Stadtstaatkönigtümern Zyperns war das Neujahrsfest der Frühlingstagundnachtgleiche, geweiht in Soloi der „mit Veilchen bekränzten Kýpris“ (Solon, Fragment 19, Vers 4). Die Kulthandlungen erreichten ihren Höhepunkt mit dem Mysterium der „Heiligen Hochzeit“, während der sich der König in der Rolle des sterblichen Geliebten mit der Göttin Aphrodite, die durch die Königin verkörpert wurde, im Beilager vereinigte. Das Ritual war eine Art Analogiezauber, mit dem die Fruchtbarkeit von Mensch, Tier und Pflanzen, das ganze Naturleben und überhaupt die Schöpfung des Kosmos erneuert werden sollten. Von allen bis heute bekannten Keilschrifttexten wird das Ritual der Heiligen Hochzeit am Neujahrstag am ausführlichsten in dem zeitgenössischen „Lied zum Ritus der Heiligen Hochzeit der Göttin Inanna mit König Iddindagān von Isin (ca. 1974-1954 v. Chr.) als Gott Dumuzi“ besungen. Nach Vollzug des Beischlafs (Verse 187-190) „berät sie (= Inanna) sich auf ihrem Lager mit ihm (= dem König) und spricht zu Iddindagān: »Mein Geliebter bist du fürwahr!« (191-192). In der folgenden Textlücke muss die aus anderen Texten bekannte „Schicksalsbestimmung für den König (nam-tar)“ gefolgt sein. Sie ist nach den Keilschrifttexten das Hauptanliegen des Rituals der „Heiligen Hochzeit“, denn die von der Königin dargestellte Göttin erhöht den sterblichen König mit der Wahl zum Gatten zugleich zum Gott und bestimmt ihm „das Hirtentum über (alle) Länder als sein Schicksal“ für das kommende Jahr der Regentschaft. Die Göttin erklärt ihren Gemahl, den König, für würdig, ihre eigenen Machtsymbole als „Träger der göttlichen Kräfte“ zu tragen bzw. zu nutzen, wie Thron, Krone, Königsornat, Sandalen, Szepter und Waffen. Das weist das Ritual der Heiligen Hochzeit als Teil der Krönungs-, Investitur- und Inthronisationszeremonien der Königsweihe des Neujahrsfestes aus.
Der Mythos für ein gleichartiges Ritual zur göttlichen Legitimierung des Königtums von Soloi ist in der Gründungslegende der Stadt enthalten, die uns Strabon, Geographica 14,6,3 erhalten hat. Sie widerspricht keineswegs der Überlieferung, die alte Königsstadt Aipeia sei wegen des Synoikismos nach Solon benannt worden, da es sich dabei um eine Neugründung handelte. Nach Strabon war der attische Heros Akamas, Sohn des Theseus, Urkönig und Gründer der Stadt. Mit der Insel Zypern ist der Name Akamas vielfältig verbunden. In einem Scholion zur oft Lykophron aus Chalkis zugewiesenen Alexandra wird angemerkt, dass Akamas nach dem Ende des Trojanischen Krieges und weiteren Stationen in Kleinasien als Koloniegründer nach Zypern reiste und dort starb, nachdem er vom Pferd in sein eigenes Schwert gefallen war. Laut Philonides, auf den sich Plinius der Ältere beruft, war Akamantis einer der alten Namen Zyperns und Stephanos von Byzanz überliefert, dass Parthenios in seiner Elegie Aphrodite die Göttin „Akamantis“ nannte. Nach Strabon und Hesych lebt der Name Akamas in der gleichnamigen Halbinsel Akamas an der Nordwestspitze Zyperns fort. Es scheint bereits im Anschluss an das sogenannte Heroenzeitalter, nach dem Ende der späten Bronzezeit auf Zypern, enge Beziehungen zwischen Athen und Soloi gegeben zu haben, die erklären, warum sich Solon auf seiner Altersreise die letzte Zeit seines Aufenthalts im Ausland ausgerechnet dort aufgehalten hat. So dürfte Strabon auf die Erstgründung der Stadt in der Nachbronzezeit durch mykenische Kolonisten aus Athen unter Führung der athenischen Heroen Akamas und Phaleros anspielen. Von ihnen muss Akamas das sakrale Priesterkönigtum der Herrscherdynastie von Soloi als „Geliebter“ der Aphrodite begründet haben. Er nahm dann im eisenzeitlichen Stadtkönigtum die Rolle des im Kult göttlich verehrten Urkönigs und mythischen Vorgängers des jeweils regierenden Herrscherhauses ein.
Dazu passen die Notizen Herodots. Er weist glaubwürdig nach, dass der Kult der Aphrodite Urania, das heißt Himmelsherrin und Götterkönigin, aus Mesopotamien stammt und von der großen Mutter-, Jungfrau-, Liebes- und Kriegsgöttin Inanna/Ischtar der Sumerer, Babylonier und Assyrer abzuleiten ist. „Kypris“ ist der Beiname der Aphrodite Urania (= Ischtar) von Babylon und Assur. Sie ist identisch mit „Mýlitta“ bzw. „Mullissu“, einem weiteren Epitheton der Göttin, das Inanna/Ischtar (phönikisch: Astarte) als die „Gebähren Bewirkende“ charakterisiert. Ihr Kult war bereits in der 2. Hälfte des 2. Jahrtausends v. Chr. zusammen mit dem mesopotamischen Streitwagen, dessen Schutzgöttin sie war, über Phönikien nach Zypern gelangt, bevor er sich von dort auf das griechische Festland ausbreitete. Sie trat dort einerseits als Aphrodite Urania, andererseits als Athena „Hippia“ auf, zum Beispiel in Pylos und Athen.
Herodot schildert das Mysterium der „Heiligen Hochzeit“ in Babylon im Wesentlichen wie das „Lied zum Ritus der Heiligen Hochzeit der Göttin Inanna mit König Iddindagān von Isin (ca. 1974-1954 v. Chr.) als Gott Dumuzi, nur haben die Babylonier Dumuzi von Uruk durch ihren mit ihm wesensgleichen Stadt- und Reichsgott Bēl (="Herr")-Marduk von Babylon, die Assyrer durch ihren Götterkönig Bēl-Assur ersetzt. So nennt sich der neuassyrische Großkönig, Sohn und Nachfolger des Asarhaddon, Assurbanipal (669-631 v. Chr.), „Erzeugnis des Assur und der Ischtar-Mullissu“ und nimmt in der gleichen Inschrift den Titel des „Lieblings des Assur und der Ischtar“ für sich in Anspruch.
Der orgiastische Kult der Aphrodite Urania „Mylitta-Mullissu (assyr.)“ war bei den Babyloniern und Assyrern mit sakraler Prostitution verbunden, auf die Herodot ausführlich eingeht: Jede Babylonierin muss sich einmal in ihrem Leben in das Heiligtum der Aphrodite setzen und einem fremden Mann hingeben. Die Frauen sitzen im Heiligtum und tragen einen „Strickkranz“ um den Kopf, der ihre Bindung an die Göttin symbolisiert. Hat ein fremder Mann eine der Wartenden ausgewählt, muss er ihr ein Geldstück in den Schoß werfen und ihr im Tempel beiwohnen. Dabei spricht er die sakrale Appellformel: „Ich rufe für dich die Göttin Mýlitta.“ So hätten die Babylonier und Assyrer die Aphrodite Urania, d. h. die Ischtar „ummu alitta“, „die Gebären Bewirkende“ genannt. Die Erwählte darf das Geld nicht ablehnen oder den Mann zurückweisen. Das Geld ist nämlich heiliges Geld, weil es der Göttin geweiht ist, wie Strabon in seinem Parallelbericht zu Herodot 1,199 präzisiert. Die Wurzeln dieses orgiastischen Fruchtbarkeitskultes der Ischtar reichen in die sumerische Zeit zurück. Das Vorbild lieferte die Verbindung der Himmelskönigin Inanna mit dem menschlichen König Dumuzi-Tammuz von Uruk. Der Götterkönig der ältesten Metropole des Zweistromlandes, Enki von Eridu, setzte seinen Sohn Dumuzi als „König“ von Uruk und „heiligen Gemahl der Inanna, der Himmelsherrin, der Herrin der großen göttlichen Kräfte“ ein und machte ihn mit den Worten „der auf den Plätzen von Kulaba (= heiliger Bezirk von Uruk) immer wieder begatten lässt“ zum Schirmherrn der sakralen Prostitution. Dieser Brauch scheint somit der „Heiligen Hochzeit“ des Stadtstaatkönigs von Uruk, der Dumuzi verkörperte, mit der Königin in der Rolle der Göttin Inanna integriert.
Bemerkenswert ist, dass Herodot 1,199,5 am Schluss seines Berichtes über diesen Brauch in Babylon hinzufügt, dass auch auf Zypern an manchen Orten ein ähnlicher Brauch herrschte. Nach allem, was wir jetzt über den Kult der Kypris von Soloi wissen, gehörte dieser Stadtstaat mit Sicherheit dazu. Ein weiterer Schwerpunkt der sakralen Prostitution war Alt-Paphos, wo am Rand des kleinen Dorfes Kouklia noch heute die spärlichen Reste von Zyperns bedeutendstem Aphrodite-Heiligtum zu besichtigen sind. Die ältesten Bauteile stammen noch aus der Bronzezeit und bezeugen die Anfänge des mit Inanna/Ischtar identischen Aphroditekultes für die gleiche Zeit wie sie für Soloi aus der Akamas-Legende erschlossen werden konnte.
Der Fund der Aphrodite-Eros-Statue in dem Grab 4 A der Nekropole von Soloi (siehe unten) beweist die Kontinuität des Kultes der Kypris in der spätklassischen Zeit. Dabei bestätigt sich erneut, wie eng die sozio-kulturellen Beziehungen zwischen Athen und Soloi auch damals noch waren. Gleiches gilt für die nackte Statue der Aphrodite von Soloi aus dem 2. oder 1. Jahrhundert v. Chr., die sich an Vorbilder des attischen Bildhauers Praxiteles anlehnt.

## Archäologie

### Ausgrabungsgeschichte

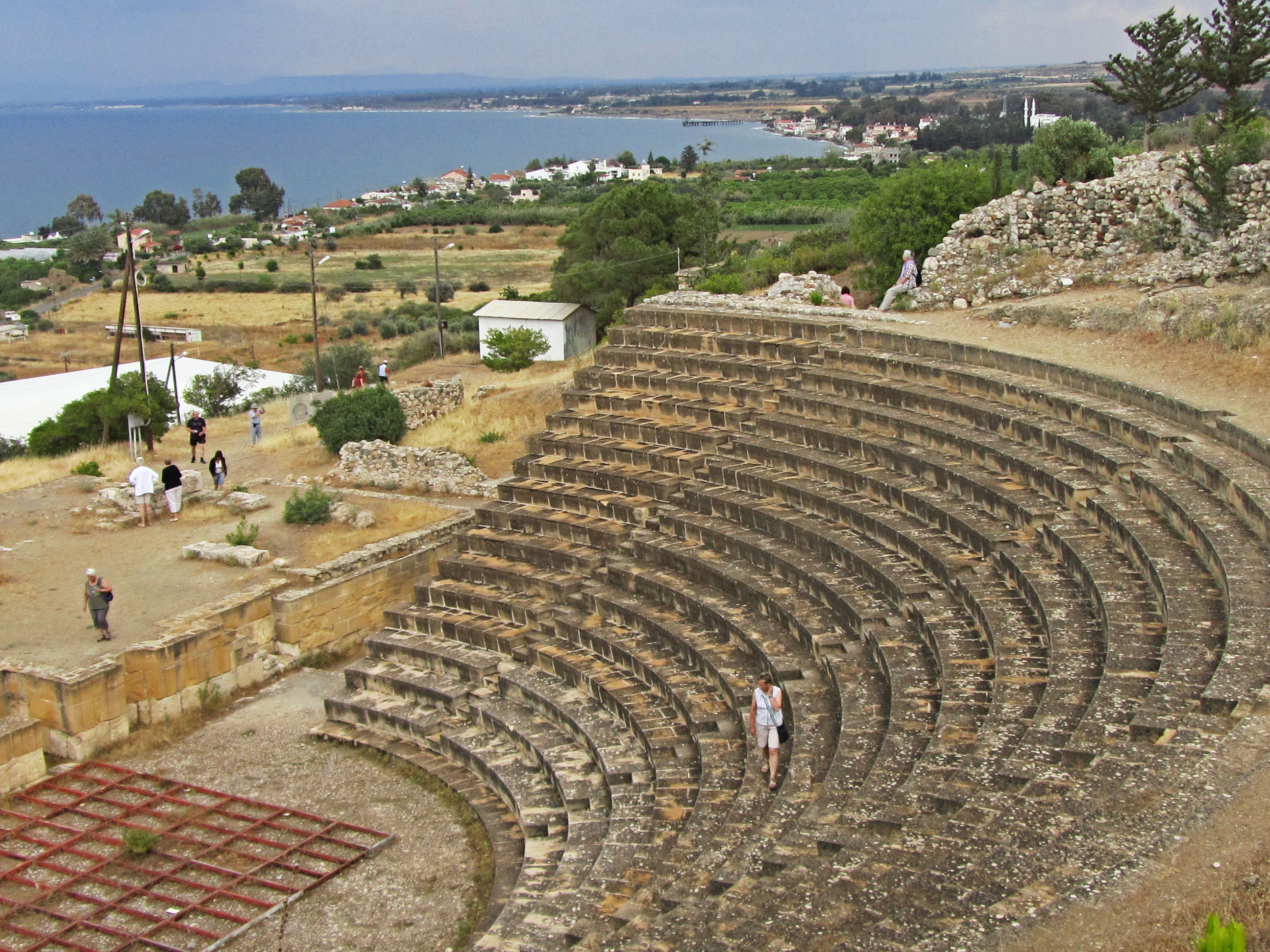
Theater von Soloi

Soloi gehörte zu den Stätten, die ab 1866 in das Blickfeld von Luigi Palma di Cesnola gerieten. Luigi Palma di Cesnola, amerikanischer Konsul in Zypern, besuchte Soloi im Verlauf von mindestens zehn Jahren mehrfach und führte umfangreichere, allerdings weitgehend undokumentierte Ausgrabungen im Stadtgebiet aus, denen zypro-geometrische Gräber ebenso zum Opfer fielen wie hellenistische und römische Fundstellen Solois. Die Zuordnung der einzelnen Objekte zur Stadt ist wegen ungenauer oder bewusst falscher Herkunftsangaben meist nicht mehr zu beweisen. Zu den Funden zählt auch die oft diskutierte, sogenannte Sergius-Paulus-Inschrift, die einen Prokonsul namens Paulus nennt. Man wollte in ihm den in der Apostelgeschichte des Lukas (13,4–12 ) genannten und angeblich in der Gegenwart des Apostels Paulus zum Christentum bekehrten Statthalter Zyperns, Sergius Paulus, erkennen. Dies ist aufgrund weiterer Ämter der Lokalverwaltung, die in der Inschrift genannt, zur Zeit des Paulus aber noch nicht belegt sind, nicht möglich.
Durch Ausgrabungen der Swedish Cyprus Expedition in der Zeit von 1927 bis 1932 wurden im Stadtgebiet zahlreiche Gebäude bekannt, zudem das extraurbane Heiligtum von Cholades ausgegraben. Erheblichen Aufwand betrieb man mit der Freilegung des Theaters, das sich in seiner heutigen Form weitgehend als nachfolgende Rekonstruktion des 20. Jahrhunderts präsentiert. Auf Grund des begrenzten Budgets mussten weitere Untersuchungen der Schweden unterbleiben.
Zwischen 1964 und 1974 wurden die Ausgrabungen von kanadischen Archäologen der Laval University of Québec unter Leitung von René Ginouvès wieder aufgenommen wurden. Die Kanadier konzentrierten sich auf das Gebiet der Unterstadt und konnten wichtige Aspekte zur Entwicklung der Stadt in römischer Zeit bis zur Eroberung und Zerstörung durch die Araber beitragen. Mit Ausbruch des Zypernkonflikts und der Besetzung Nordzyperns durch die türkischen Streitkräfte musste die Ausgrabung in Soloi abgebrochen werden. Die Ergebnisse wurden in zwei Bänden in den Jahren 1985 und 1989 publiziert.
Baumaßnahmen machten zudem immer wieder Notgrabungen notwendig, in deren Verlauf wichtige, wenn auch singuläre Einzelbeobachtungen und Funde gemacht werden konnten. So stammen die ältesten bekannten Funde Solois aus einer 1972 durchgeführten Notgrabung des Department of Antiquities in Cyprus. Die letzte Notgrabung unter dem Namen Soloi Rescue Excavations fand zwischen dem 24. November 2005 und dem 5. Januar 2006 statt und wurde vom Department of Antiquities and Museums der Türkischen Republik Nordzypern durchgeführt. Bei den bisherigen Ausgrabungen wurde nur ein Bruchteil des antiken Soloi freigelegt.

### Baureste und Heiligtümer
Akropolis

Reste des Tempels auf der Akropolis

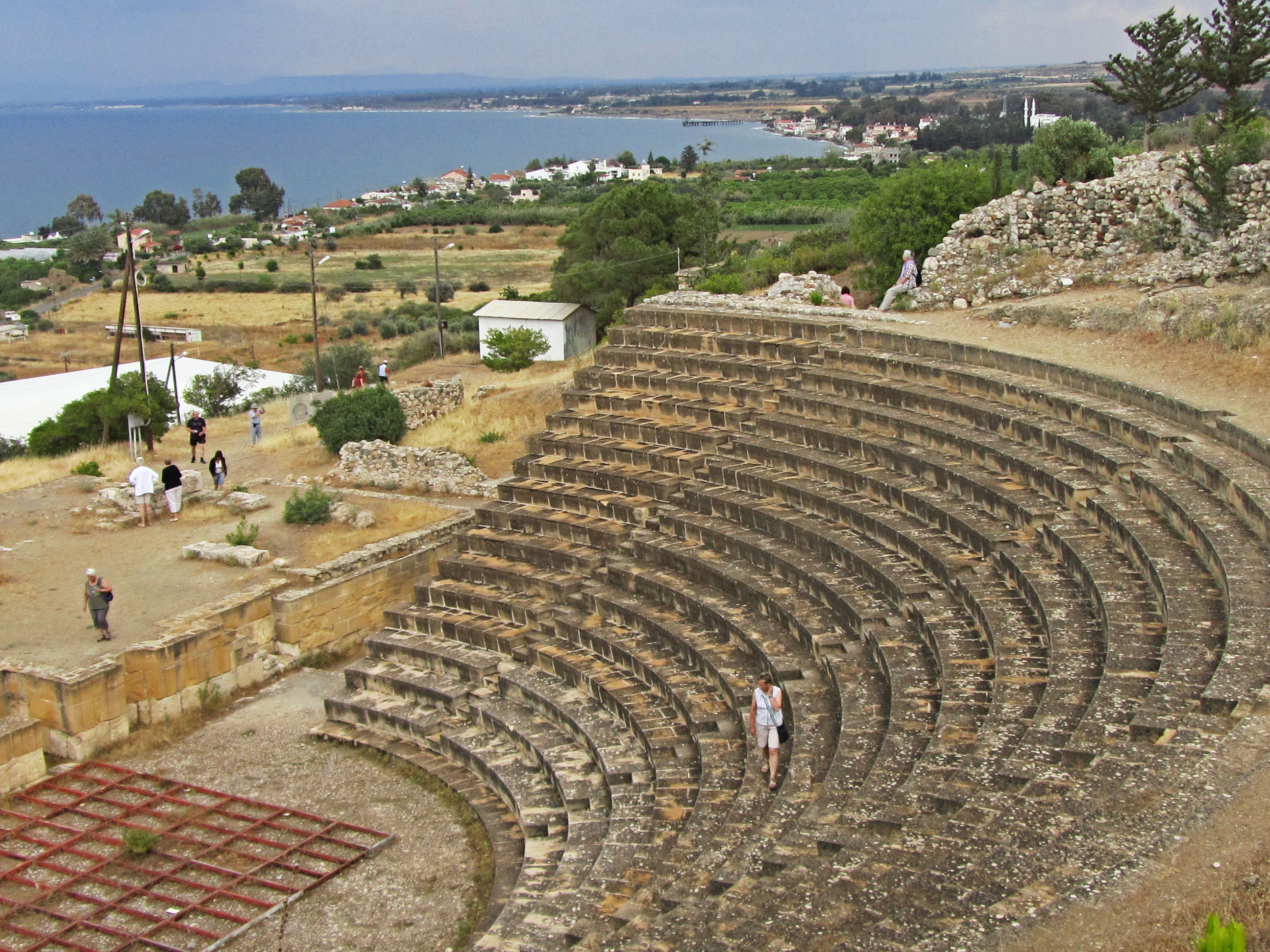
Theater von Soloi

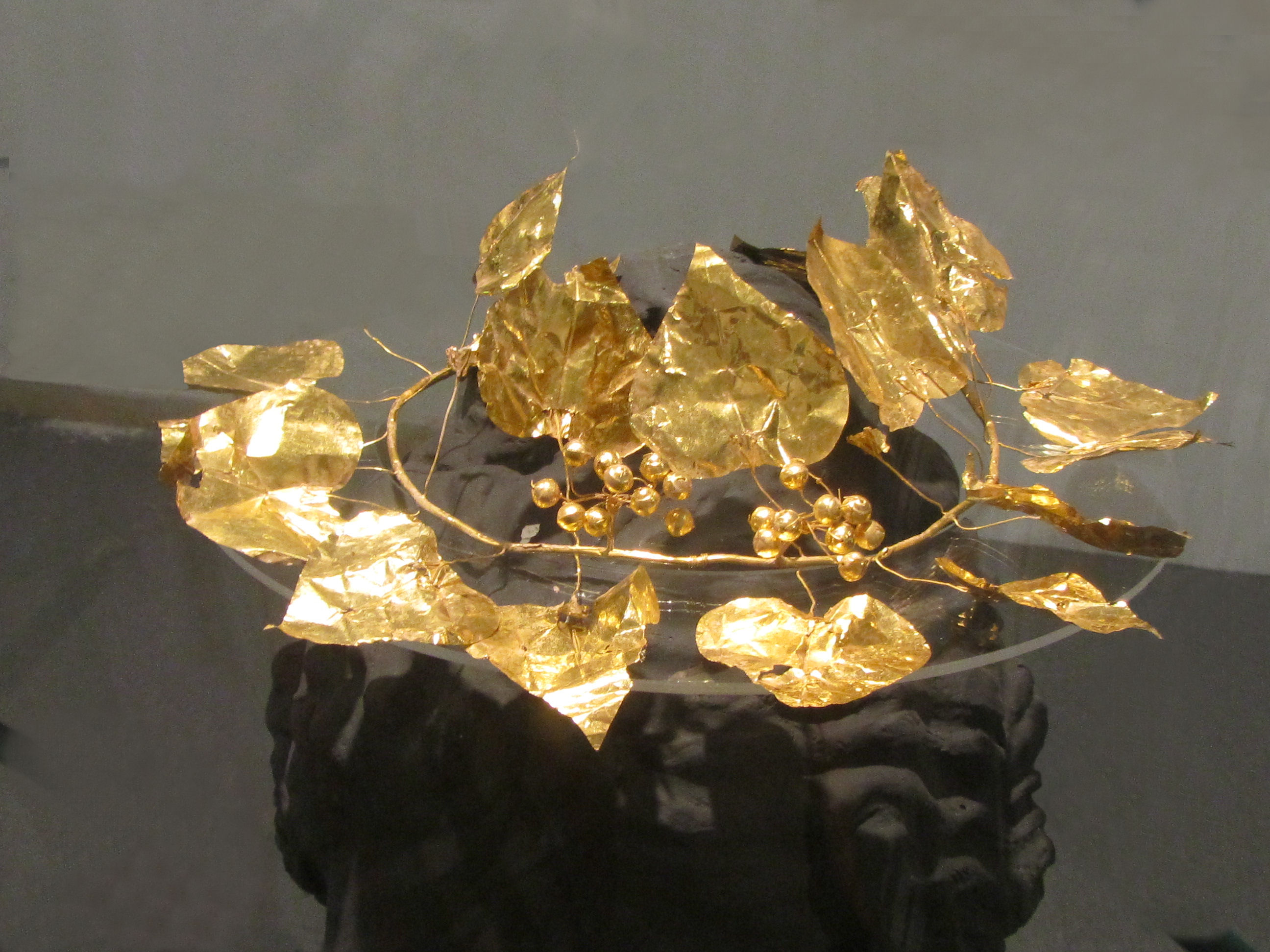
Goldkranz aus Soloi, Grab 4, Archäologisches Museum Morfou

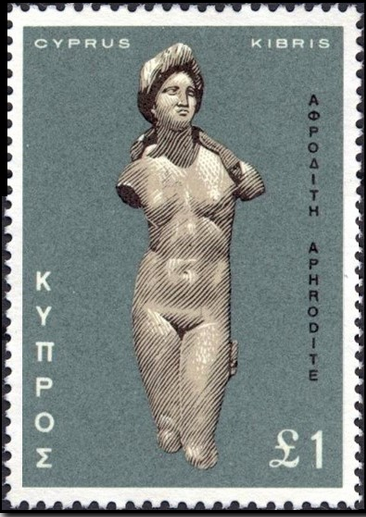
Aphrodite von Soloi, Briefmarke Zyperns, 1966

Auf der Akropolis erhob sich ein Tempel, der nach Ausweis seiner zum Teil erhaltenen Quader, vor allem der in den Fels gearbeiteten Fundamentbettungen etwa 24 × 10 Meter groß und dreigeteilt war. Die Orientierung ist nicht mehr nachvollziehbar, so dass es sich um einen Antentempel griechischen Typs mit Front im Osten oder um einen zyprisch-nahöstlichen Tempel mit drei nebeneinander liegenden Kulträumen gehandelt haben könnte. Welcher Gottheit der Tempel geweiht war, ist nicht überliefert, doch wird als Kultherrin Athena/Atna erschlossen, die unter griechischem Einfluss als Interpretatio der kriegerischen Aspekte aus der zyprischen Göttin hervorgegangen ist. Grundlage der Deutung sind die inschriftliche Erwähnung einer Weihung an Athena durch König Stasikrates, Sohn des Stasias, aus dem 3. Viertel des 4. Jahrhunderts v. Chr., die Soloi zugewiesenen Münzen etwa mit dem Bild der Athena oder des Gorgoneion, schließlich das Fehlen von figürlichen Votiven, während Waffenteile als Weihgaben häufiger vertreten sind. Auch wird die Erwähnung einer Hypekkaustria als Priesterin der Athena von Soloi bei Plutarch auf die zyprische Stadt bezogen. Hinzu kommen Überlegungen, nach denen das Athena geweihte Palastheiligtum und der zugehörige Palast von Vouni als Zitadelle des Herrschergeschlechts von Soloi zu deuten sind. Nach Aufgabe des Palasts im 4. Jahrhundert v. Chr. sei die Administration auf die Akropolis von Soloi verlegt worden.
Ebenfalls auf der Akropolis, auf einer etwas tiefer angelegten Terrassierung nördlich des Tempels, wurden zahlreiche Räume eines rechtwinkligen Gebäudekomplexes gefunden, der als Palast gedeutet wird. Das Ensemble aus Tempel und Palast erinnerte bereits die Ausgräber an die Befundsituation in Vouni, was durch die kanadischen Nachuntersuchungen bestätigt wurde.
Theater
Zu den beeindruckenden Funden gehört das wohl in der zweiten Hälfte des 2. Jahrhunderts errichtete Theater, das sich östlich unterhalb der Palastterrasse befindet. Auf dem Scheitel der oberen Stadt und eher im Osten gelegen, wurde es mit seinem Zuschauerrund, der cavea, in den Fels gearbeitet. Die Cavea hatte einen Durchmesser von 53 Metern und bot mit ihren 23 Sitzreihen etwa 3500 Zuschauern Platz. Das zugehörige Bühnengebäude, die scaena frons, war 13 × 36 Meter groß und weist, was im Verhältnis zu anderen antiken Theatern Zyperns wie etwa dem von Kourion ungewöhnlich ist, nur eine Bauphase auf und stammt, nach der Architekturdekoration seiner Scaena frons zu urteilen, aus der Zeit des Antoninus Pius oder eines seiner Nachfolger. In der gleichen Epoche wurden weitere, das Stadtbild prägende und monumentalisierende Bauten errichtet. So wurde eine neue und gepflasterte Agora angelegt, eine lange Säulenstraße errichtet und ein Nymphäum gebaut.
Heiligtum von Cholades
Westlich der Stadt wurde ein Tempelkomplex aus hellenistisch-römischer Zeit entdeckt. Er umfasste in zeitlicher Abfolge insgesamt fünf Tempel zyprisch-nahöstlichen Typs. Inschriften und Statuenfragmenten zeugen von Kulten für Aphrodite, später erweitert um Isis, für Serapis, möglicherweise auch für Angehörige des ptolemäischen Herrscherhauses. Die Kultbetriebe begannen um die Mitte des 3. Jahrhunderts v. Chr. und endeten erst im 4. Jahrhundert n. Chr. Zu Zeiten seiner größten Ausdehnung bedeckte das Heiligtum rund 600 m² und bestand aus einer Ansammlung von Vorhöfen, die den eigentlichen Tempelräumen vorgeschaltet waren.
Basilika
In christlicher Zeit, vom 1. Jahrhundert bis in die fränkische Zeit, war Soloi Bischofssitz. Die Archäologen stießen auf Reste zweier christlicher Basiliken in Soloi. Der ältere, aus dem 4. Jahrhundert stammende Bau war fünfschiffig und mit Fußbodenmosaiken geschmückt, die verschiedene Tierdarstellungen – darunter das seltene Bild eines Schwanes – zeigen. Eine Inschrift bittet: „O Christus, rette den Spender dieses Mosaiks.“ Dieser Bau wurde im 6. Jahrhundert gänzlich abgetragen, um Platz für die jüngere, nun dreischiffige Basilika zu schaffen, die mit einem Boden aus Opus sectile ausgestattet wurde. Der Bau war rund 62 × 31 Meter groß, endete in drei Apsiden und besaß ein vorgelagertes, als Peristyl gestaltetes Atrium. Namenspatron dieser Basiliken war St. Auxibius, der erste Bischof von Soloi. Laut den Acta Sanctorum wurde er vom Apostel und Evangelisten Markus getauft. Die Basilika wurde bei den Angriffen der Araber in den Jahren 649 und wohl 653 zerstört. Ioannes, Bischof von Soloi, ließ sie 654/55 wiederherstellen, wie eine auf zwei Tafeln erhaltene Bauinschrift belegt.

### Gräber und Einzelfunde
Während der Notgrabung Ende 2005 entdeckte man im Bereich der Nekropole von Soloi 7 Gräber mit spektakulärer Architektur und Grabinhalten. Grab 4 auf dem Hügel südlich des Theaters weist einen siebenstufigen Dromos und drei Grabkammern (A-B-C) im Inneren auf. Nach den Grabbeigaben, etwa einem Goldkranz und einer spätklassischen Statuettengruppe der Aphrodite mit Eros aus Grab 4 A, zu urteilen, stammt die Anlage vielleicht aus der klassischen und hellenistischen Epoche, wurde also eine längere Zeit lang benutzt. Doch wird erst die aufwändige Einzelanalyse der Fundgegenstände diese Hypothese entweder bestätigen oder widerlegen. Im Archeology and Nature Museum von Morphou/Güzelyurt sind im oberen Stockwerk in zwei Räumen die Funde aus der archaischen, klassischen, hellenistischen, römischen und byzantinischen Periode zu besichtigen.
Ein bedeutender Einzelfund ist die – ohne die fehlenden Unterschenkel – 0,81 Meter hohe Statue der Aphrodite von Soloi, welche die schwedischen Archäologen auf dem Ruinenfeld der antiken Stadt zu Tage förderten. Die Marmorstatue stammt aus dem 2. oder 1. Jahrhundert v. Chr. und war das Serienprodukt einer namenlosen Werkstatt in Anlehnung an Werke des Bildhauers Praxiteles aus dem 4. Jahrhundert v. Chr. und seiner Schule, etwa der Aphrodite von Knidos. Heute ist sie im Cyprus Museum in Nikosia ausgestellt und eines der bildmächtigen Symbole der Insel, das zum Beispiel regelmäßig auf den Briefmarken Zyperns abgebildet wird.

## Könige von Soloi
- Philokypros zur Zeit Solons von Athen (Herodot 5,113,2)
- Aristokypros, Sohn und Nachfolger des Philokypros in der Zeit des Ionischen Aufstands (Herodot ebenda)
- Pasikrates/Stasikrates; zur Zeit Alexanders
- Eunostos; Schwiegersohn des Ptolemaios I.

## Berühmte Bürger
- Nikoklēs, Flottenführer Alexanders des Großen 326 v. Chr.
- Stasanor, ein Gefährte und Heerführer Alexanders des Großen.[97]
- Klearchos von Soloi, griechischer Philosoph, Schüler des Aristoteles und Peripatetiker der ersten Generation.
- Aristomachos von Soloi, griechischer Schriftsteller über Bienenzucht, der 58 Jahre seines Lebens Bienen erforschte.[98]